# Vernonia marginata
Vernonia marginata là một loài thực vật có hoa trong họ Cúc. Loài này được (Torr.) Raf. miêu tả khoa học đầu tiên năm 1832.